# Пиччони, Аттилио
Аттилио Пиччони (итал. Attilio Piccioni; 14 июня 1892, Поджо-Бустоне, провинция Риети, Лацио — 10 марта 1976, Рим) — итальянский политик, министр помилования и юстиции (1950—1951), министр иностранных дел (1954, 1962—1963).

## Биография

### Ранние годы
Родился по разным сведениям либо 14 июня 1892 года, либо 14 апреля 1892 года, либо 14 июля 1892 года в Поджо-Бустоне, в семье школьных учителей — Джузеппе Пиччони и Гаэтаны Фабиани, девятым из десяти братьев. Окончил католическую гимназию и лицей в Риети, затем с отличием окончил юридический факультет Римского университета. Принимал участие в Первой мировой войне, сначала в рядах берсальеров, затем в качестве лётчика-инструктора.

### Политическая карьера
После войны стал адвокатом, вошёл в число основателей Итальянской народной партии, с 1919 по 1924 год состоял в её Национальном совете (считался видным представителем левого крыла партии, сотрудничал в туринском издании «Pensiero popolare»). После Второй мировой войны примкнул к Христианско-демократической партии, с 1946 по 1949 год являлся её национальным секретарём.
11 сентября 1944 года, после освобождения Флоренции, где проживал с 1939 года и с 1943 года участвовал в подпольной работе христианских демократов, Пиччони был кооптирован в Национальный совет, а 2 июня 1946 года избран в Учредительное собрание Италии.
В 1948—1958 годах состоял во фракции ХДП Палаты депутатов 1-го и 2-го созывов (с 31 декабря 1956 года возглавлял фракцию).
С 27 января 1950 по 26 июля 1951 года являлся министром помилования и юстиции в шестом правительстве Де Гаспери.
В седьмом правительстве Де Гаспери с 26 июля 1951 по 16 июля 1953 года занимал кресло заместителя председателя Совета министров Италии и министра без портфеля, исполняя в этот период функции премьер-министра (19 февраля и 7 сентября 1952 года) и исполняющего обязанности министра по делам итальянской Африки (в те же сроки).
С 16 июля по 17 августа 1953 года в восьмом правительстве Де Гаспери вновь являлся заместителем премьер-министра и министром без портфеля.
Министр иностранных дел Италии в первом правительстве Фанфани с 18 января по 10 февраля 1954 года и затем до 19 сентября 1954 года — в первом правительстве Шельбы.
Ушёл в отставку с министерской должности из-за предъявленных его сыну Пьеро Пиччони вместе с маркизом Монтанья обвинений в причастности к убийству Вильмы Монтези, по имени которой эта история получила известность как «дело Монтези».
С 1958 по 1976 год состоял во фракции ХДП Сената с 3-го по 6-й созыв.
Заместитель премьер-министра и министр без портфеля в третьем правительстве Фанфани с 26 июля 1960 по 21 февраля 1962 года.
В четвёртом правительстве Фанфани с 21 февраля 1962 по 21 июня 1963 года занимал должность заместителя премьер-министра, а с 21 февраля по 29 мая 1962 — министра без портфеля. Министр иностранных дел с 29 мая 1962 по 21 июня 1963 года.
Далее с 21 июня по 4 декабря 1963 года являлся в первом правительстве Леоне заместителем премьер-министра и министром иностранных дел, а затем до 22 июля 1964 года — министром без портфеля в первом правительстве Моро.
Министр без портфеля в третьем правительстве Моро с 23 февраля 1966 по 24 июня 1968 года и затем во втором правительстве Леоне до 12 декабря 1968 года.
Умер в Риме 10 марта 1976 года.